# Wspólnota administracyjna Nassenfels
Wspólnota administracyjna Nassenfels – wspólnota administracyjna (niem. Verwaltungsgemeinschaft) w Niemczech, w kraju związkowym Bawaria, w rejencji Górna Bawaria, w regionie Ingolstadt, w powiecie Eichstätt. Siedziba wspólnoty znajduje się w miejscowości Nassenfels. Przewodniczącym jej jest Andreas Husterer.
Wspólnota administracyjna zrzesza jedną gminę targową (Markt) oraz dwie gminy wiejskie (Gemeinde): 
- Adelschlag, 2 775 mieszkańców, 51,99 km²
- Egweil, 1 118 mieszkańców, 9,39 km²
- Nassenfels, gmina targowa 1 928 mieszkańców, 18,46 km²